# Stormfulde højder (film fra 1992)
 For alternative betydninger, se Stormfulde højder (flertydig). (Se også artikler, som begynder med Stormfulde højder)
Stormfulde højder er en britisk dramafilm fra 1992. Filmen er instrueret af Peter Kosminsky, og har Ralph Fiennes og Juliette Binoche i hovedrollerne. Filmen er baseret på bogen med samme navn fra 1847 af Emily Brontë.

## Medvirkende
- Ralph Fiennes som Heathcliff
- Juliette Binoche som Cathy Earnshaw Linton (og senere som Cathy Earnshaw, Cathys datter)
- Jeremy Northam som Hindley Earnshaw
- Simon Shepherd som Edgar Linton
- Sophie Ward som Isabella Linton
- Janet McTeer som Nelly Dean
- Jason Riddington som Hareton Earnshaw
- Simon Ward som Mr. Linton
- Jennifer Daniel som Mrs. Linton
- Paul Geoffrey som Mr. Lockwood
- John Woodvine som Thomas Earnshaw
- Jonathan Firth som Linton Heathcliff
- Sinéad O'Connor som Emily Brontë